# Izel-lès-Hameau
Izel-lès-Hameau és un municipi francès situat al departament del Pas de Calais i a la regió dels Alts de França. L'any 2007 tenia 687 habitants.

## Demografia

### Població
El 2007 la població de fet d'Izel-lès-Hameau era de 687 persones. Hi havia 240 famílies de les quals 44 eren unipersonals (20 homes vivint sols i 24 dones vivint soles), 76 parelles sense fills, 112 parelles amb fills i 8 famílies monoparentals amb fills.
La població ha evolucionat segons el següent gràfic:
Habitants censats

### Habitatges
El 2007 hi havia 268 habitatges, 249 eren l'habitatge principal de la família, 3 eren segones residències i 15 estaven desocupats. 259 eren cases i 9 eren apartaments. Dels 249 habitatges principals, 226 estaven ocupats pels seus propietaris, 20 estaven llogats i ocupats pels llogaters i 3 estaven cedits a títol gratuït; 6 tenien dues cambres, 24 en tenien tres, 53 en tenien quatre i 166 en tenien cinc o més. 219 habitatges disposaven pel capbaix d'una plaça de pàrquing. A 88 habitatges hi havia un automòbil i a 138 n'hi havia dos o més.

### Piràmide de població
La piràmide de població per edats i sexe el 2009 era:
| Homes | Edats   | Dones |
| ----- | ------- | ----- |
| 0     | 95 o +  | 0     |
| 4     | 90 a 94 | 0     |
| 4     | 85 a 89 | 12    |
| 0     | 80 a 84 | 8     |
| 12    | 75 a 79 | 16    |
| 16    | 70 a 74 | 12    |
| 12    | 65 a 69 | 8     |
| 12    | 60 a 64 | 8     |
| 8     | 55 a 59 | 12    |
| 16    | 50 a 54 | 12    |
| 24    | 45 a 49 | 12    |
| 24    | 40 a 44 | 24    |
| 44    | 35 a 39 | 28    |
| 16    | 30 a 34 | 32    |
| 16    | 25 a 29 | 12    |
| 20    | 20 a 24 | 20    |
| 12    | 15 a 19 | 44    |
| 24    | 10 a 14 | 24    |
| 20    | 5 a 9   | 40    |
| 20    | 0 a 4   | 16    |

## Economia
El 2007 la població en edat de treballar era de 451 persones, 337 eren actives i 114 eren inactives. De les 337 persones actives 315 estaven ocupades (183 homes i 132 dones) i 22 estaven aturades (13 homes i 9 dones). De les 114 persones inactives 24 estaven jubilades, 54 estaven estudiant i 36 estaven classificades com a «altres inactius».

### Ingressos
El 2009 a Izel-lès-Hameau hi havia 270 unitats fiscals que integraven 751,5 persones, la mediana anual d'ingressos fiscals per persona era de 19.417 €.

### Activitats econòmiques
Dels 18 establiments que hi havia el 2007, 1 era d'una empresa alimentària, 1 d'una empresa de fabricació d'altres productes industrials, 4 d'empreses de construcció, 6 d'empreses de comerç i reparació d'automòbils, 1 d'una empresa d'hostatgeria i restauració, 1 d'una empresa financera, 1 d'una empresa de serveis, 1 d'una entitat de l'administració pública i 2 d'empreses classificades com a «altres activitats de serveis».
Dels 7 establiments de servei als particulars que hi havia el 2009, 1 era un taller de reparació d'automòbils i de material agrícola, 1 paleta, 3 fusteries, 1 perruqueria i 1 restaurant.
Dels 4 establiments comercials que hi havia el 2009, 1 era una botiga de menys de 120 m², 1 una peixateria i 2 floristeries.
L'any 2000 a Izel-lès-Hameau hi havia 9 explotacions agrícoles.

## Equipaments sanitaris i escolars
El 2009 hi havia una escola maternal integrada dins d'un grup escolar amb les comunes properes formant una escola dispersa.

## Poblacions més properes
El següent diagrama mostra les poblacions més properes.